# Mīrzā Darreh
Mīrzā Darreh (persiska: مَرزی دَرِّه, Marzī Darreh, میرزا دره) är en ort i Iran.   Den ligger i provinsen Mazandaran, i den norra delen av landet, 140 km nordost om huvudstaden Teheran. Mīrzā Darreh ligger 277 meter över havet och antalet invånare är 120.
Terrängen runt Mīrzā Darreh är kuperad. Runt Mīrzā Darreh är det ganska glesbefolkat, med 34 invånare per kvadratkilometer. Närmaste större samhälle är Kārī Kolā, 5,3 km sydväst om Mīrzā Darreh. I omgivningarna runt Mīrzā Darreh växer i huvudsak blandskog.